# 三遊亭歌実
三遊亭 歌実（さんゆうてい かじつ、1992年9月16日 - ）は、落語協会所属の落語家。四代目三遊亭圓歌門下の二ツ目。本名∶塩満 拓也。

## 経歴
落語家になる前は鹿児島県警の警察官をしていた。
2013年2月に同郷である三遊亭歌之介に入門。翌年5月に前座となる、前座名は高校野球、サッカーなどのスポーツで有名な鹿児島実業高等学校出身であることから「歌実」。
2017年5月21日に入舟辰乃助、林家あんこと共に二ツ目昇進。

## 芸歴
- 2013年2月 - 三遊亭歌之介に入門。
- 2014年5月 - 前座となる、前座名「歌実」。
- 2017年5月 - 二ツ目昇進。